# V horách duní
V horách duní je české drama z roku 1946 režisérů Václava Kubáska a Josefa Macha s Jaroslavem Průchou, Marií Vášovou a Miroslavem Homolou v hlavních rolích. Natáčelo se ve studiu Barrandov a kolem Brna a Svratky. Scénu filmu navrhli výtvarní režiséři Štěpán Kopecký a Alois Mecera.

## Popis zápletky
Během druhé světové války čeští odbojáři v jedné vesnici ukrývají před německými okupanty sestřeleného pilota Royal Air Force. Začínají se však obávat, že mezi nimi je informátor.

## Obsazení
- Jaroslav Průcha, jako Jakub Skýva
- Marie Vášová, jako Tereza Crhová, Skývova neteř
- Miroslav Homola, jako obersturmführer SS Kurt Sowack[1]
- Theodor Pištěk, jako chalupník Výmola
- Oldřich Lipský, jako Karel, starostův syn
- Libuše Bokrová, jako manželka starosty
- Terezie Brzková, jako Řebounová
- Gustav Hilmar, jako starosta Suchdolák
- Zdeněk Hora, jako vesničan
- Karel Jelínek, jako poručík SS Glogar
- Jiří Kačer jako Karel Kořán, pilot Royal Air Force
- Eva Klenová, jako Jelena, Skývova mladší neteř
- Lubomír Lipský, jako Josef, starostův syn
- Ota Motyčka, jako listonoš
- Marie Nademlejnská, jako Javorovo matka
- Vilém Pfeiffer, jako sedlák Javor
- Vladimír Řepa, jako hostinský Vrňata
- Jan W. Speerger, jako vesničan Karel Loukota
- Bohuš Záhorský, jako švec Jindřich Brácha